# Polos (instrument)
Pour les articles homonymes, voir Polos.
Un polos, (grec ancien voûte céleste ) est un instrument astronomique antique constitué d'une tige verticale (gnomon) fichée au centre d'un hémisphère concave creusé dans un bloc de forme adaptée.

Il est supposé vouloir indiquer solstices, équinoxes et heures par l'extrémité de l'ombre du gnomon sur un réseau de lignes adéquates.

Il serait à l'origine de la famille la plus ancienne de cadrans antiques, le scaphé avec lequel la communauté gnomonique le confond.
Historiquement, il est cité par Hérodote (Ve siècle av. J.-C.), comme instrument solaire employé à Babylone.

« Car, pour l'usage du polos, du gnomon, et pour la division du jour en douze parties, c'est des Babyloniens que les Grecs l'apprirent. ».
Il n'existe aucune description de l'instrument. Seuls des relevés de longueurs d'ombre issus du Mul Apin permettent de supposer sa fonction.

Voir l'article détaillé sur « L'usage du gnomon et du polos à Babylone ».